# Conducte ejaculador
Els conductes ejaculatoris (en llatí: ductus ejaculatorii) són estructures de l'anatomia masculina que estan aparellades, és a dir cada mascle té dos conductes ejaculadors. Comencen al final dels conductes deferents i acaben a la uretra.
Durant l'ejaculació, el semen passa a través d'aquests conductes i de la pròstata i posteriorment és expulsat del cos a través de la punta del penis.

## Funció

Dissecció de la pròstata que mostra els conductes ejaculatoris.

La seva funció és en l'ejaculacíó, la qual té dos estadis: estadi d'emissió i estadi d'expulsió. L'estadi d'emissió involucra l'acció de diverses estructures del conducte ejaculatori; contraccions de la pròstata, les vesícules seminals i la glàdula bulbouretal i el vas deferens empeny fluids dins la uretra prostàtica. El semen s'hi emmagatzema fins que ocorre l'ejaculació. Les contaccions dels músculs del penis estan associatas a la sensació de l'orgasme masculí.

## Importància clínica

### Obstrucció del conducte ejaculatori
Aquesta obstrucció pot ser adquirida o ser congènita. Si són dos els conductes obstruïts, es presenten els símptomes d'aspèrmia/azoospèrmia i la infertilitat masculina,

### Hiperplàsia prostàtica Benigna (BPH)
La cirurgia emprada per corregir la BPH pot destruir aquests conductes i donar lloc a l'ejaculació retrògrada. Això dona com a resultat un orgasme sec.

## Imatges addicionals

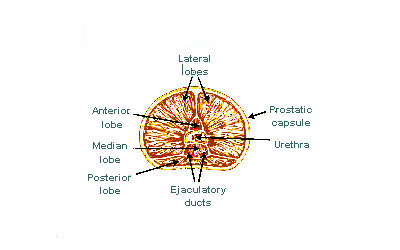
Lòbuls de la pròstata
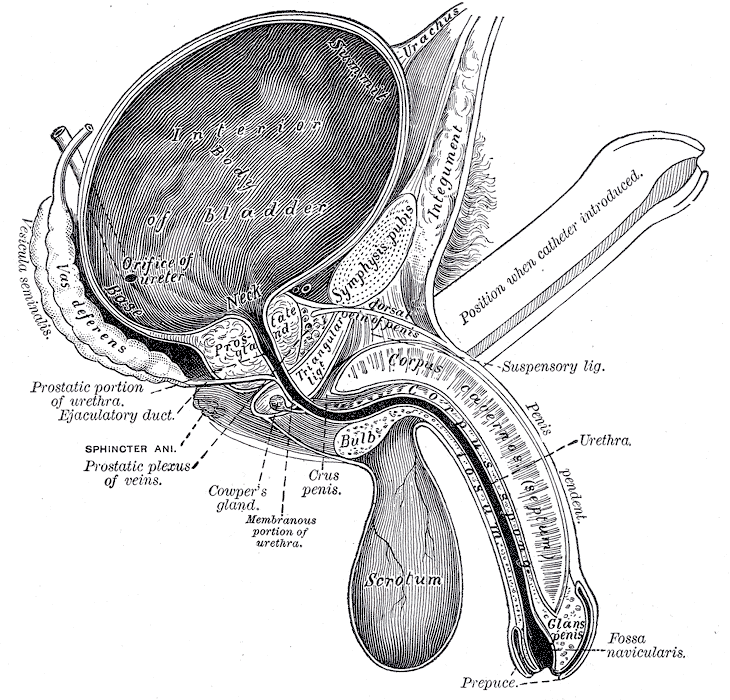
Secció vertical de la vesícula, penis i uretra.
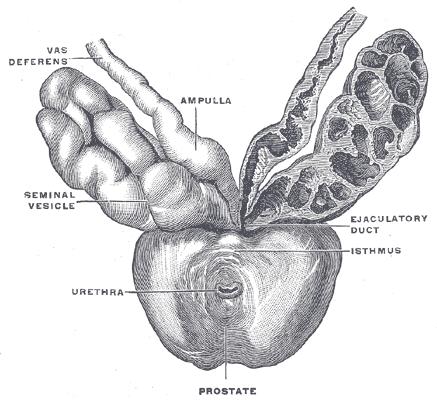
Prostàta amb vesícules seminals i conductes seminals.
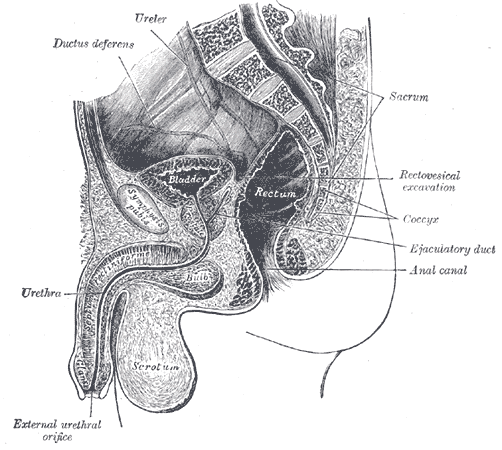
Secció sagital de la pelvis del mascle.